# Angelo Ogbonna
Angelo Obinze Ogbonna (Cassino, 23 mei 1988) is een Italiaans-Nigeriaans voetballer die doorgaans speelt als centrale verdediger. In juli 2025 verliet hij Watford. Ogbonna maakte in 2011 zijn debuut in het Italiaans voetbalelftal.

## Clubcarrière
Ogbonna, wiens beide ouders uit Nigeria komen, werd als voetballer ontdekt door scouts van Torino, waarvoor hij debuteerde in het betaald voetbal. Op 11 februari 2007 debuteerde Ogbonna in de Serie A in een wedstrijd tegen Reggina. Hij speelde het seizoen erna, het seizoen 2007/08, op huurbasis bij Crotone in de Serie C. Het seizoen erna keerde Ogbonna terug naar Turijn, waar hij een reservespeler werd achter Cesare Natali en Marco Di Loreto. Vanaf 2009, toen Torino degradeerde naar de Serie B, was Ogbonna een vaste waarde in de verdediging. Op 2 februari 2012 vernieuwde de Italiaan zijn contract tot en met de zomer van 2016.
Ogbonna verruilde in 2013 Torino voor Juventus, dat hem een contract gaf tot medio 2018. Met Juventus werd hij in twee seizoenen twee keer kampioen van Italië, maar hij was geen basisspeler. Ook debuteerde Ogbonna in dienst van Juventus in zowel de UEFA Champions League als de UEFA Europa League. In totaal kwam hij gedurende de seizoenen 2013/14 en 2014/15 in 55 wedstrijden in actie.
In juli 2015 tekende Ogbonna een contract tot medio 2019 bij West Ham United, de nummer twaalf van de Premier League in het voorgaande seizoen. De club betaalde circa veertien miljoen euro voor hem. In de zomer van 2017 verlengde de verdediger zijn verbintenis in Londen met drie jaar tot medio 2022. Medio 2023 werd zijn aflopende contract opengebroken en met een jaar verlengd.
Nadat dit jaar was afgelopen vertrok Ogbonna transfervrij bij West Ham en hij tekende voor één seizoen bij Watford, uitkomend in het Championship.

## Clubstatistieken
| Seizoen | Club            | Competitie     | Competitie | Competitie | Beker | Beker | Internationaal | Internationaal | Totaal | Totaal |
| Seizoen | Club            | Competitie     | Wed.       | Dlp.       | Wed.  | Dlp.  | Wed.           | Dlp.           | Wed.   | Dlp.   |
| ------- | --------------- | -------------- | ---------- | ---------- | ----- | ----- | -------------- | -------------- | ------ | ------ |
| 2006/07 | Torino          | Serie A        | 4          | 0          | 0     | 0     | —              | —              | 4      | 0      |
| 2007/08 | → Crotone       | Serie C        | 22         | 0          | 1     | 0     | —              | —              | 23     | 0      |
| 2008/09 | Torino          | Serie A        | 19         | 0          | 4     | 0     | —              | —              | 23     | 0      |
| 2009/10 | Torino          | Serie B        | 31         | 1          | 1     | 0     | —              | —              | 32     | 1      |
| 2010/11 | Torino          | Serie B        | 35         | 0          | 2     | 0     | —              | —              | 37     | 0      |
| 2011/12 | Torino          | Serie B        | 39         | 0          | 2     | 0     | —              | —              | 41     | 0      |
| 2012/13 | Torino          | Serie A        | 22         | 0          | 1     | 0     | —              | —              | 23     | 0      |
| 2013/14 | Juventus        | Serie A        | 16         | 0          | 3     | 0     | 6              | 0              | 25     | 0      |
| 2014/15 | Juventus        | Serie A        | 25         | 0          | 4     | 0     | 1              | 0              | 30     | 0      |
| 2015/16 | West Ham United | Premier League | 28         | 0          | 5     | 1     | 1              | 0              | 34     | 1      |
| 2016/17 | West Ham United | Premier League | 20         | 0          | 4     | 0     | 2              | 0              | 26     | 0      |
| 2017/18 | West Ham United | Premier League | 32         | 1          | 7     | 2     | —              | —              | 39     | 3      |
| 2018/19 | West Ham United | Premier League | 24         | 1          | 5     | 2     | —              | —              | 29     | 3      |
| 2019/20 | West Ham United | Premier League | 31         | 2          | 2     | 0     | —              | —              | 33     | 2      |
| 2020/21 | West Ham United | Premier League | 28         | 3          | 2     | 0     | —              | —              | 30     | 3      |
| 2021/22 | West Ham United | Premier League | 11         | 1          | 0     | 0     | 0              | 0              | 11     | 1      |
| 2022/23 | West Ham United | Premier League | 16         | 0          | 4     | 0     | 10             | 0              | 30     | 0      |
| 2023/24 | West Ham United | Premier League | 11         | 0          | 3     | 0     | 3              | 0              | 17     | 0      |
| 2024/25 | Watford         | Championship   | 6          | 0          | 2     | 0     | —              | —              | 8      | 0      |
| Totaal  | Totaal          | Totaal         | 420        | 9          | 52    | 5     | 21             | 0              | 493    | 14     |

Bijgewerkt op 21 juli 2025.

## Interlandcarrière
Op 12 augustus 2008 maakte Ogbonna zijn debuut voor Italië –21 in een vriendschappelijke wedstrijd tegen Rusland. Op 4 juni 2011 riep bondscoach Cesare Prandelli Ogbonna op voor het Italiaans voetbalelftal. Door blessures bij de overige internationals werd Ogbonna ook op 5 oktober van dat jaar opgeroepen door Prandelli. In een met 2–0 gewonnen vriendschappelijke interland tegen Polen maakte Ogbonna zijn debuut als invaller voor Domenico Criscito in de zevenzeventigste minuut. Ogbonna speelde in zijn tweede interland, tegen de Verenigde Staten, de volledige negentig minuten. Deze wedstrijd ging met 1–0 verloren. Op 10 september 2013 won hij met Italië van het Tsjechisch voetbalelftal, waardoor het land zich kwalificeerde voor het wereldkampioenschap voetbal 2014. Ogbonna werd niet opgenomen in de selectie voor het WK.
Na het eindtoernooi in Brazilië keerde hij op 13 oktober 2014 terug in het Italiaans elftal voor zijn tiende interland: een wedstrijd in het kwalificatietoernooi voor het Europees kampioenschap voetbal 2016 tegen Malta (0–1 winst). Landgenoot Leonardo Bonucci kreeg in de drieënzeventigste minuut van arbiter Ovidiu Haţegan een rode kaart; bondscoach Antonio Conte anticipeerde daarop door drie minuten later Ogbonna in het veld te brengen, ten koste van doelpuntenmaker en debutant Graziano Pellè.
Op 23 mei 2016 werd hij opgenomen in de voorselectie voor het Europees kampioenschap voetbal 2016 in Frankrijk. Italië werd in de kwartfinale na strafschoppen uitgeschakeld door Duitsland.
| Interlands van Angelo Ogbonna voor Italië | Interlands van Angelo Ogbonna voor Italië | Interlands van Angelo Ogbonna voor Italië | Interlands van Angelo Ogbonna voor Italië | Interlands van Angelo Ogbonna voor Italië | Interlands van Angelo Ogbonna voor Italië |
| №                                         | Datum                                     | Wedstrijd                                 | Uitslag                                   | Competitie                                | Goals                                     |
| Als speler bij Torino                     | Als speler bij Torino                     | Als speler bij Torino                     | Als speler bij Torino                     | Als speler bij Torino                     | Als speler bij Torino                     |
| ----------------------------------------- | ----------------------------------------- | ----------------------------------------- | ----------------------------------------- | ----------------------------------------- | ----------------------------------------- |
| 1                                         | 11 november 2011                          | Polen – Italië                            | 0 – 2                                     | Vriendschappelijk                         |                                           |
| 2                                         | 29 februari 2012                          | Italië – Verenigde Staten                 | 0 – 1                                     | Vriendschappelijk                         |                                           |
| 3                                         | 1 juni 2012                               | Italië – Rusland                          | 0 – 3                                     | Vriendschappelijk                         |                                           |
| 4                                         | 15 augustus 2012                          | Engeland – Italië                         | 2 – 1                                     | Vriendschappelijk                         |                                           |
| 5                                         | 7 september 2012                          | Bulgarije – Italië                        | 2 – 2                                     | WK 2014 kwalificatie                      |                                           |
| 6                                         | 31 mei 2013                               | Italië – San Marino                       | 4 – 0                                     | Vriendschappelijk                         |                                           |
| Als speler bij Juventus                   |                                           |                                           |                                           |                                           |                                           |
| 7                                         | 10 september 2013                         | Italië – Tsjechië                         | 2 – 1                                     | WK 2014 kwalificatie                      |                                           |
| 8                                         | 15 november 2013                          | Italië – Duitsland                        | 1 – 1                                     | Vriendschappelijk                         |                                           |
| 9                                         | 18 november 2013                          | Nigeria – Italië                          | 2 – 2                                     | Vriendschappelijk                         |                                           |
| 10                                        | 13 oktober 2014                           | Malta – Italië                            | 0 – 1                                     | Vriendschappelijk                         |                                           |
| Als speler bij West Ham United            |                                           |                                           |                                           |                                           |                                           |
| 11                                        | 6 juni 2016                               | Italië – Finland                          | 2 – 0                                     | Vriendschappelijk                         |                                           |
| 12                                        | 22 juni 2016                              | Italië – Ierland                          | 0 – 1                                     | EK 2016                                   |                                           |
| 13                                        | 5 september 2016                          | Israël – Italië                           | 1 – 3                                     | WK 2018 kwalificatie                      |                                           |

Bijgewerkt op 21 juli 2025.

## Erelijst
| Competitie                    |          |                  |          |          |
| Competitie                    | Aantal   | Jaren            |          |          |
| Juventus                      | Juventus | Juventus         | Juventus | Juventus |
| ----------------------------- | -------- | ---------------- | -------- | -------- |
| Serie A                       | 2        | 2013/14, 2014/15 |          |          |
| Coppa Italia                  | 1        | 2014/15          |          |          |
| Supercoppa                    | 1        | 2013             |          |          |
| West Ham United               |          |                  |          |          |
| UEFA Europa Conference League | 1        | 2022/23          |          |          |